# Svenne & Lotta

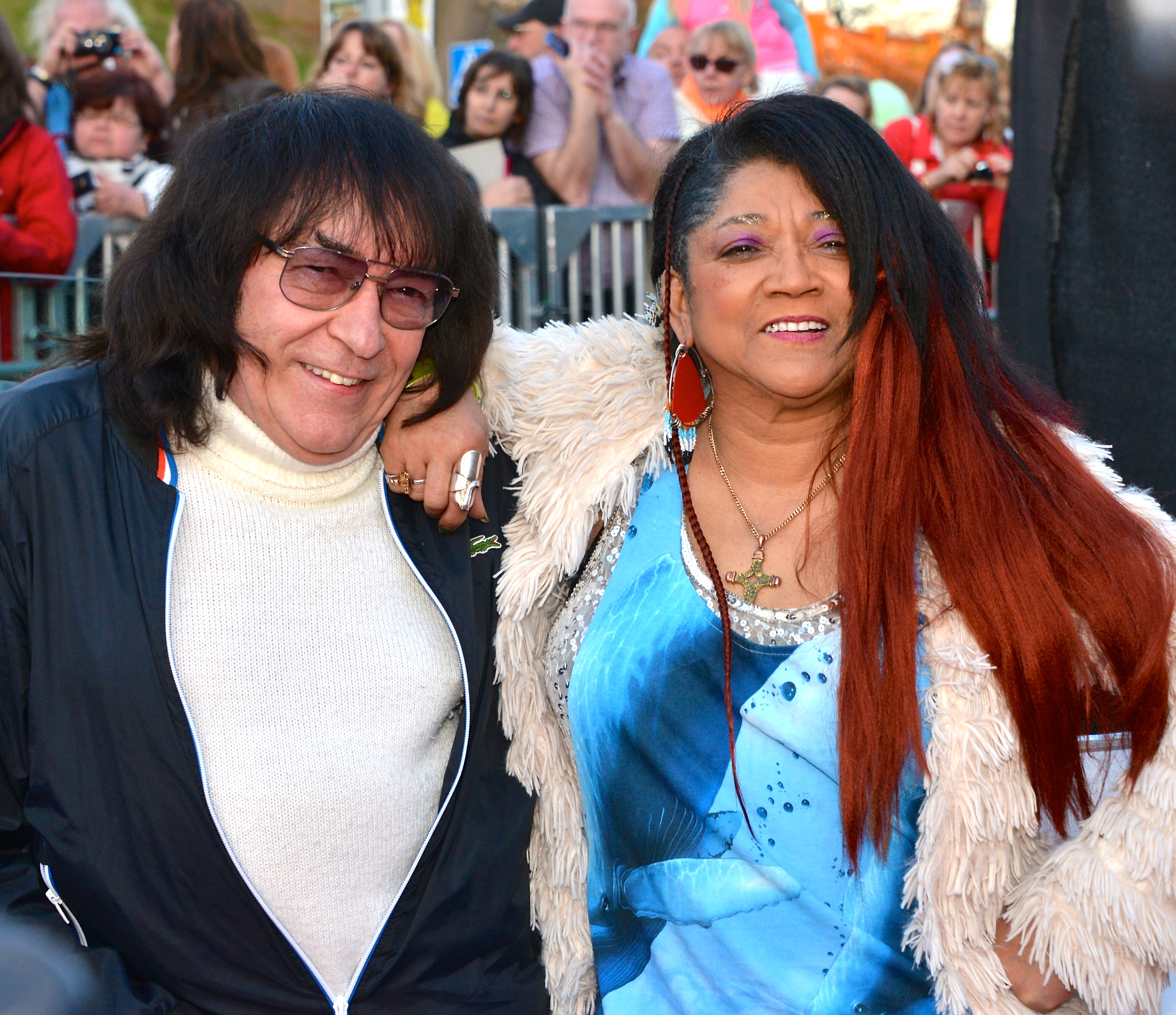
Svenne & Lotta (2013)

Svenne & Lotta waren Ende der 1960er bis Anfang der 1970er Jahre ein schwedisches Gesangsduo, bestehend aus Svenne Hedlund (1945–2022) und seiner amerikanischen Ehefrau Charlotte Jean Walker, genannt Lotta (* 10. März 1944).

## Werdegang
Hedlund war zuvor bereits Sänger und Frontmann der schwedischen Rockband The Hep Stars.
Svenne & Lotta standen bei Polar Music unter Vertrag, ihre Musik wurde von den ABBA-Mitgliedern Benny Andersson und Björn Ulvaeus produziert. Oft sang das Duo schwedische Versionen bekannter ABBA-Titel. So nahmen Svenne & Lotta 1975 mit dem von Andersson und Ulvaeus komponierten schwedischen Lied Bang en Boomerang am Melodifestivalen, der schwedischen Vorentscheidung zum Eurovision Song Contest teil, während ABBA gleichzeitig in den Stockholmer Polar-Studios den Song auf Englisch als Bang-A-Boomerang für das im April 1975 erschienene Album ABBA aufnahmen.
1975 erschien die LP Svenne & Lotta / 2 bei Polar Music, vertrieben von EMI. Hier waren – unter anderem – auch die Aufnahmen Bang-A-Boomerang und Dance (While the Music Still Goes On) in Englisch enthalten. Die ganze LP ist in englischer Sprache gesungen und mit einigen weiteren populären Evergreens versehen (z. B. Tell Laura I Love Her, Dream Lover, Glad All Over). Bei der Auflistung der Studiomusiker auf dem Album steht bei Keyboards (u. a.) Benny Andersson. Produziert wurde auch dieses Album von Benny Andersson und Björn Ulvaeus. Diese LP wurde nur in Schweden und Dänemark vertrieben.